# Окунь-ауха
О́кунь-а́уха, или а́уха, или кита́йский о́кунь, или синиперка (лат. Siniperca chuatsi) — вид пресноводных рыб из семейства Sinipercidae.

## Описание
Спина жёлтого, зелёного или коричневого цвета с многочисленными неравномерными чёрными пятнами и крапинками. Большой рот и небольшие округлые чешуйки.
Ауха предпочитает охотиться на малька в тех местах, где быстрое течение сочетается с заводью, например за речным мысом. Ловят ауху на спиннинг, на блесну или на «резинку» (приманка — живец).
Опускается в глубину на зимнее время года. Масса рыбы достигает 8 кг.
Китайский окунь — популярная пища в Китае. Её название встречается во многих китайских стихотворениях и книгах.

## Распространение
Встречается в реках Китая и Кореи. На Дальнем Востоке России распространён в бассейне Амура, озера Ханка и на северо-западе Сахалина.